# البريق الخناعي
البريق عياض بن خويلد الخناعي الهذلي شاعر من شعراء العرب في الجاهلية وكان سيد قومة. أدرك الإسلام فأسلم وله خبر مع عمر بن الخطاب وفي اخر حياته التحق بجيش فتح مصر.

## نسبه
- هو البريق عياض بن خويلد من قبيلة بني زيد من خناعة بن سعد بن هذيل بن مدركة بن إلياس بن مضر بن نزار بن معد بن عدنان.

## أشعاره
من اخباره التي أوردت اشعاره انه أسر رجل من بني رفاعة من سليم فتره ثم اعتقه فلم يثبه وقال فيها.
ومن أشعاره.

## وفاته
توفي في مصر في فتره الخلافة الراشدة.